# 原丰县
原丰县，中国古县名。
西晋太康三年（282年）省建安典农校尉置，治所在今福建省福州市。为晋安郡治。隋灭南陈废入侯官县，又改侯官县为原丰县，为泉州治。十二年改名闽县。